# 兹拉特科·希门茨
兹拉特科·希门茨（1938年11月29日—），克罗地亚男子水球运动员。他曾代表南斯拉夫国家队参加1960年和1964年夏季奥林匹克运动会水球比赛，其中1964年奥运会获得一枚银牌。